# Lennart Anderzon
Lennart Anderzon, född 25 januari 1927 i Norrköping, död 1989, var en svensk revyförfattare och kåsör.
Började som journalist vid Östergötlands Dagblad 1944 och etablerade sig snart som verskrönikör och kåsör under signaturen
"Anderzon med Zäta". Han skrev flera tusen dagsverser - först i Östergötlands Dagblad och sedan i Norrköpings Tidningar.
1948 inledde han sitt samarbete med Tjadden Hällström. Författarteamet Anderzon och Tjadden skrev runt hundra revyer och krogshower tillsammans. De satte upp egna revyer på Lilla Teatern i Norrköping, och svarade för den årliga Tjaddenrevyn
som turnerade i folkparkerna under 17 somrar. 
I övrigt levererade Anderzon och Tjadden sketcher och kupletter till nyårsrevyer runt om i landet, till Kar de Mumma och Casinorevyn.
De författade radio- och TV-sketcher och skrev krogshower för bl.a. Git Gay och Anita Lindblom.
Lennart Anderzon fick SKAP-stipendiet 1971.